# Klaus Perneker
Klaus Perneker (* 23. Juni 1966 in Forchheim) ist ein deutscher Basketballtrainer.

## Laufbahn
Perneker begann erst im Alter von 17 Jahren mit dem Basketballsport. Der Aufbau- und Flügelspieler war bei Jahn Forchheim, beim TSV Ebermannstadt, beim TSV Breitengüßbach aktiv, ehe er 1990 zur DJK Würzburg wechselte, für die er in der 2. Basketball-Bundesliga spielte. Schon während seiner Spielerzeit engagierte sich Perneker auch als Trainer im Nachwuchsbereich. Nach dem Lehramtsstudium in den Fächern Chemie und Biologie war er als Referendar am Würzburger Röntgen-Gymnasium tätig, betreute zeitweise Dirk Nowitzki als Nachhilfelehrer sowie als Trainer der Schulmannschaft.
Ab 1996 war Perneker unter Holger Geschwindner Co-Trainer der Würzburger Zweitligamannschaft, 1997 rückte er auf den Cheftrainerposten. Im Spieljahr 1997/98 führte er die DJK mit Nowitzki, Robert Garett, Burkhard Steinbach und Demond Greene zum Aufstieg in die Basketball-Bundesliga. Unter Pernekers Leitung schlossen die Würzburger die Bundesliga-Saison 1998/99 als Liganeuling auf dem fünften Platz ab. Während seiner Zeit als Cheftrainer der DJK-Herren war Perneker hauptberuflich am Steigerwald-Landschulheim Wiesentheid als Gymnasiallehrer angestellt, 1999 entschloss er sich für den Lehrerberuf und zog sich im Basketball aus dem Profibereich zurück, trainierte aber weiterhin Jugend- und Schulmannschaften. Als Trainer führte er die Auswahl der Julius-Maximilians-Universität Würzburg gemeinsam mit Pit Stahl zum Gewinn der deutschen Basketball-Hochschulmeisterschaft.
2005 lehnte er das Angebot ab, als Cheftrainer in der zweiten Liga wieder die Würzburger Mannschaft zu übernehmen.